# Réaumur (cráter)

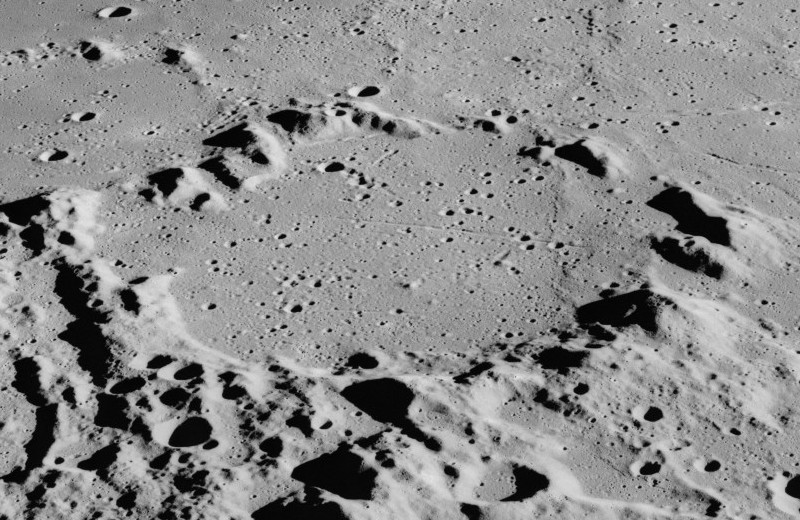
Fotografía de la misión Apolo 16

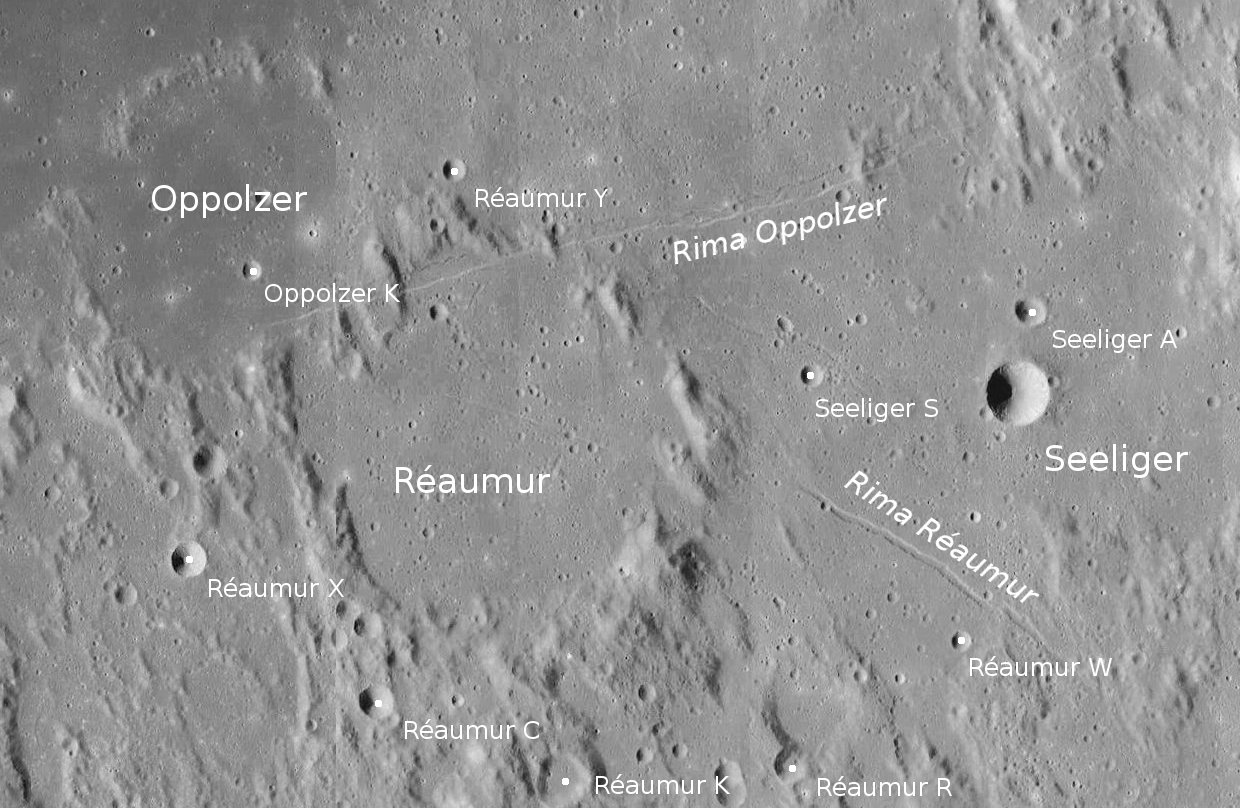
Fotografía de la misión Lunar Reconnaissance Orbiter

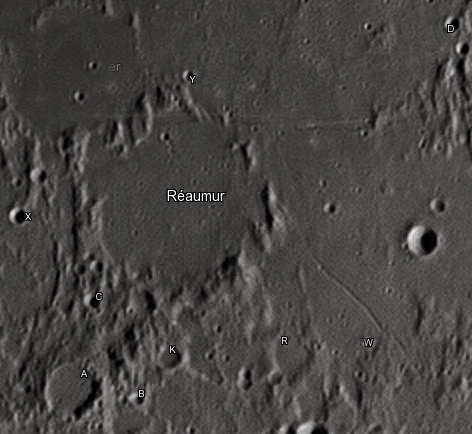
Vista de Réaumur desde la Tierra

Réaumur es el resto de un cráter de impacto lunar ubicado en el extremo sur de Sinus Medii. Comparte y el borde alterado del cráter similar Oppolzer situado al noroeste. Se encuentra a su vez al noroeste de la gran planicie amurallada de Hipparchus, y al este de Flammarion. Al sur se halla Gyldén, y más al sursudoeste aparece Ptolemaeus.
Este cráter fue bautizado así en honor al científico francés René Antoine Ferchault de Réaumur.
|  |

El borde de Réaumur está muy erosionado, y la mitad norte consiste en poco más que una serie de crestas bajas sobre el mar lunar. El borde sur está recortado e interrumpido por pequeños impactos de cráteres. El suelo interior es relativamente liso y plano, sin características significativas.
El borde norte roto interseca una grieta denominada Rima Oppolzer, que cuenta con una longitud de unos 110 kilómetros y sigue un curso desde el norte-noreste al sursudoeste. Al este del borde del cráter aparece otra pequeña grieta, la Rima Réaumur. Más al este se halla el pequeño cráter Seeliger.

## Cráteres satélite
Por convención estos elementos son identificados en los mapas lunares poniendo la letra en el lado del punto medio del cráter que está más cercano a Réaumur.
|         | \| Réaumur \| Coordenadas \| Diámetro \| \| ------- \| -------------------------- \| -------- \| \| A \| 4°18′S 0°12′E / -4.3, 0.2 \| 16 km \| \| B \| 4°12′S 0°54′E / -4.2, 0.9 \| 5 km \| \| C \| 3°24′S 0°12′E / -3.4, 0.2 \| 5 km \| \| D \| 0°12′S 2°48′E / -0.2, 2.8 \| 4 km \| \| K \| 3°48′S 1°00′E / -3.8, 1.0 \| 7 km \| \| R \| 3°30′S 2°06′E / -3.5, 2.1 \| 14 km \| \| W \| 3°12′S 2°48′E / -3.2, 2.8 \| 3 km \| \| X \| 2°54′S 0°36′O / -2.9, -0.6 \| 5 km \| \| Y \| 1°18′S 0°36′E / -1.3, 0.6 \| 3 km \| |          |
| Réaumur | Coordenadas | Diámetro |
| A       | 4°18′S 0°12′E / -4.3, 0.2 | 16 km    |
| B       | 4°12′S 0°54′E / -4.2, 0.9 | 5 km     |
| C       | 3°24′S 0°12′E / -3.4, 0.2 | 5 km     |
| D       | 0°12′S 2°48′E / -0.2, 2.8 | 4 km     |
| K       | 3°48′S 1°00′E / -3.8, 1.0 | 7 km     |
| R       | 3°30′S 2°06′E / -3.5, 2.1 | 14 km    |
| W       | 3°12′S 2°48′E / -3.2, 2.8 | 3 km     |
| X       | 2°54′S 0°36′O / -2.9, -0.6 | 5 km     |
| Y       | 1°18′S 0°36′E / -1.3, 0.6 | 3 km     |